# Paragone

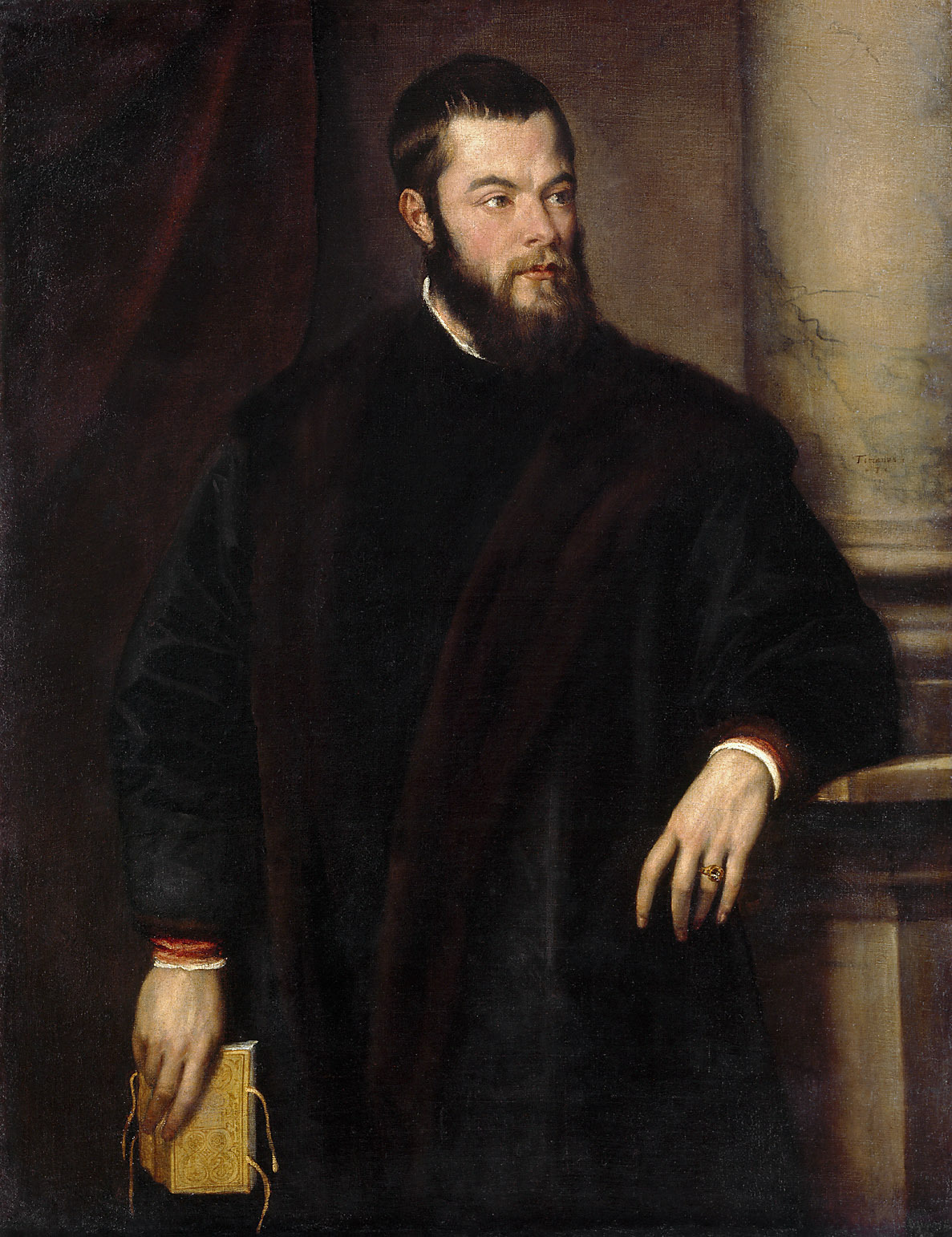
Benedetto Varchi, par Titien.

Le Paragone (italien : paragone, signifiant « comparaison ») était un débat de la Renaissance italienne dans lequel la peinture et la sculpture (et dans une certaine mesure, l'architecture) étaient chacune défendues comme supérieures et donc distinctes les unes des autres. Alors que d'autres formes d'art, telles que l'architecture et la poésie, faisaient partie du débat, la peinture et la sculpture sont les deux formes d'art sur lesquelles le débat s'est porté en priorité,,.
Le débat s'étend au-delà du XVe siècle et influence même la discussion et l'interprétation d'œuvres d'art qui peuvent ou non avoir été influencées par le débat lui-même.
Un questionnement semblable, généralement moins passionné, était connu sous le nom d'ut pictura poesis (tiré d'une citation d'Horace). Ce dernier, au lieu d'opposer la peinture à la sculpture, comparait les qualités de la peinture à celles de la poésie.

## Le débat
Le débat a commencé vers le XVe siècle. Le Traité de la peinture de Léonard de Vinci, observant la difficulté de la peinture et la suprématie de la vue, est un exemple notable de littérature sur le sujet.
Benedetto Varchi est celui qui lance le débat,. Pour cela, il envoie des lettres en 1546 à des artistes célèbres de l'époque, les invitant à se prononcer sur leurs arts respectifs,. Peintres et sculpteurs rivalisaient alors d'arguments pour défendre leur discipline comme étant la plus parfaite. Tous, à l'exception de Michel-Ange, à la fois peintre et sculpteur, qui offre son soutien aux deux disciplines sans toutefois s'investir plus avant dans la discussion.
La comparaison de ces deux arts a soulevé de nombreux questionnements des plus pratiques aux plus conceptuels qui amenèrent à redéfinir la place de l'artiste dans la société de la Renaissance en soulignant son rôle intellectuel.

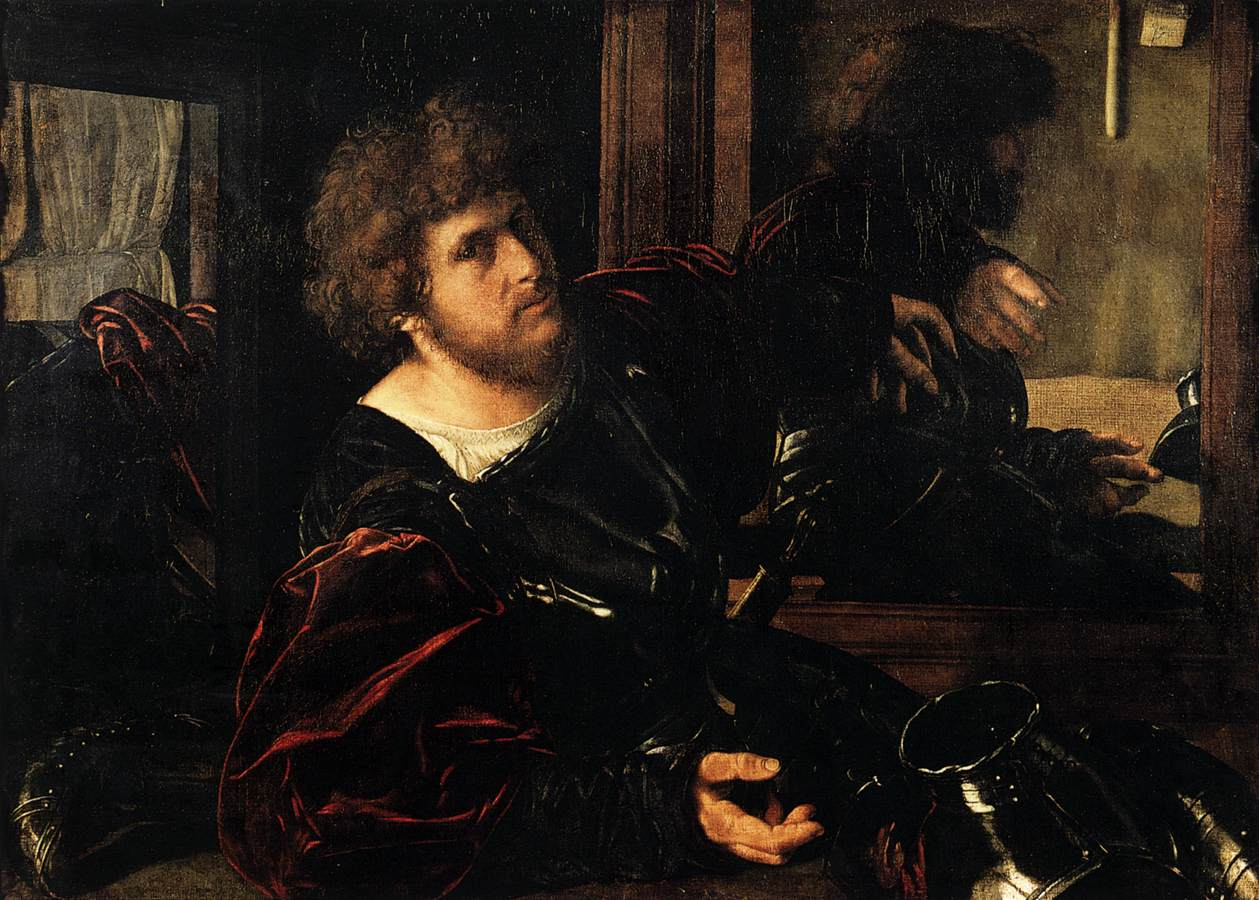
Gaston de la Foix de Geralamo Salvado.

L'essentiel du débat usait peu d'exemples concrets pour appuyer l'argumentaire, ce sont les idées qui ont été largement discutées en tant que telles. Giorgio Vasari a soutenu que le dessin est le père de tous les arts, et de fait le plus important. La sculpture était généralement considérée par ses défenseurs comme la seule méthode permettant d'avoir plusieurs vues différentes et fidèles de la même figure. Les peintres ont répliqué en faisant des tableaux qui présentent des objets ou des surfaces réfléchissantes, comme le Portrait de Gaston de Foix de Gerolamo Savoldo, dans lequel le personnage central est entouré de miroirs. Cela a permis de voir les figures sous plusieurs angles, mais surtout en même temps; ce que la sculpture est incapable de faire. De nombreuses peintures de ce type sont introduites dans la discussion du paragone, mais on ne sait pas combien ont été réellement réalisées en réponse au débat lui-même.
Une grande partie de la discussion a été centrée sur l'idée d'imitation du monde naturel. L'imitation produite par la peinture était alors entendue par ses détracteurs comme inférieure parce qu'elle manquait de volume. Cet argument a été plus tard défendu par l'exemple de l'aveugle découvrant l'art. Théoriquement, il peut comprendre comment une sculpture est structurée, seulement par le toucher. Mais s'il touche une peinture, il n'est pas en mesure de se figurer l'œuvre, faisant ainsi de la peinture une forme d'art illusoire.
Un autre aspect du débat qui a surgi est celui de la compétence technique. Michel-Ange n'a pas pris un parti clair dans les débats, mais a souligné un élément qu'il considérait comme essentiel à la fois pour la peinture et la sculpture, appelé disegno. Disegno à l'époque de la Renaissance faisait référence à « la conception d'une œuvre ». Cependant, la compréhension et l'utilisation du terme ont également été influencées par l'idée du dessin comme fondement de l'art.
Vasari et Benvenuto Cellini ont également affirmé que la capacité de rendre une ligne de contour précise étaient des compétences techniques qui bénéficiaient à la fois à la peinture et à la sculpture.
Enfin, le débat a aussi porté sur l'antagonisme entre la polychromie de la peinture qui apporte des couleurs vivantes, et la monochromie de la sculpture. Les statues en bois polychromes, bien que participant de la même technique de la peinture sur panneau, sont omises dans ce débat car le support bois a longtemps été tenu pour négligeable par rapport aux matériaux « nobles » de la sculpture que sont le bronze et le marbre.

## Contributeurs notables
De nombreux artistes notables et autres personnalités publiques au cours du XVe siècle et au-delà ont contribué à la discussion du paragone, tels que : 
- Bendetto Varchi [6]
- Benvenuto Cellini [2]
- Giorgio Vasari [7]
- Léonard de Vinci [3]
- Michel-Ange
- Pontormo